# スロボダン・ミロシェヴィッチ

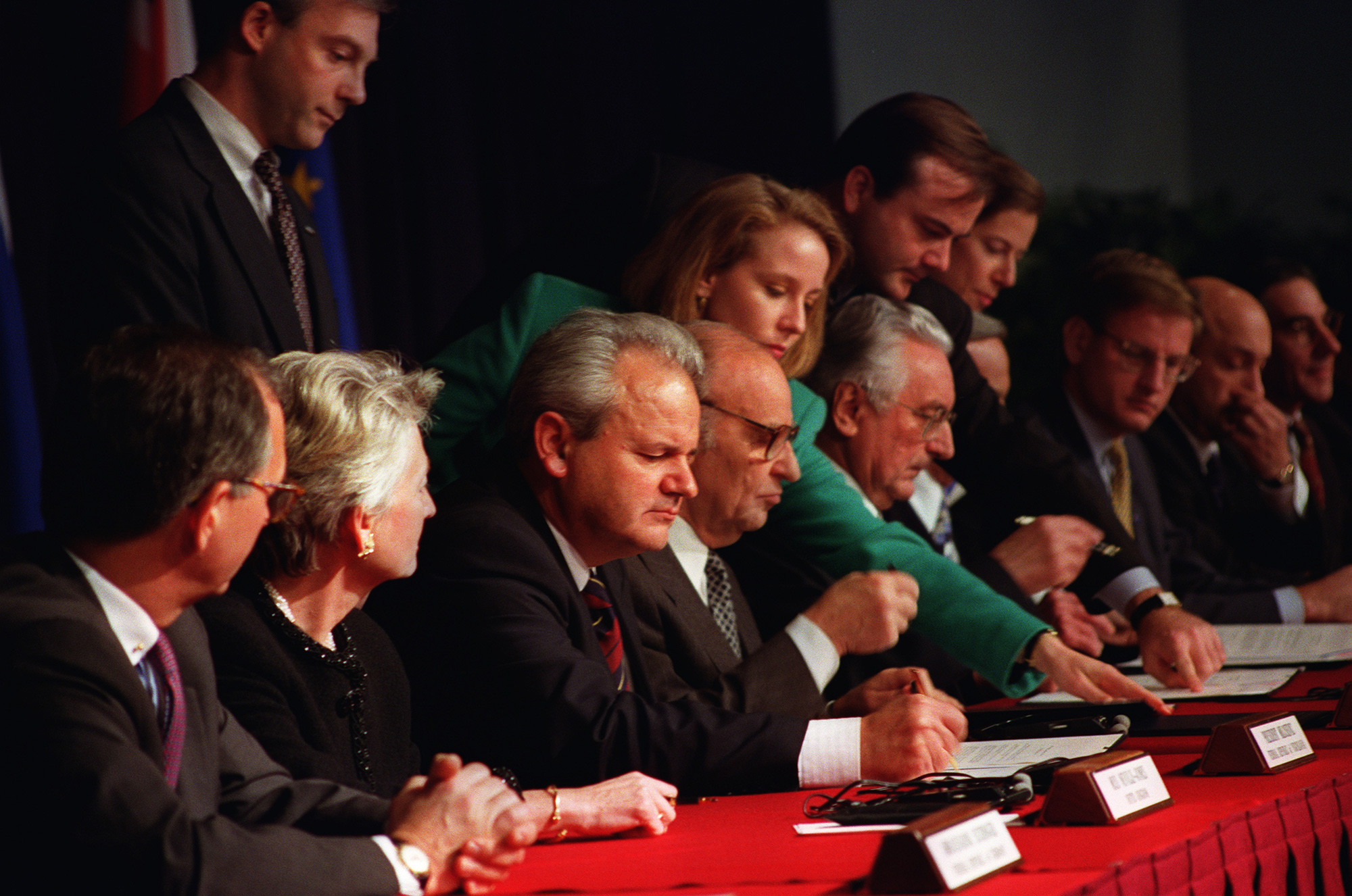
スロボダン・ミロシェヴィッチ（中央）。デイトン合意の調印の場にて

スロボダン・ミロシェヴィッチ（セルビア語: Слободан Милошевић / Slobodan Milošević、1941年8月20日 - 2006年3月11日）は、セルビアの政治家。セルビア社会主義共和国幹部会議長（大統領に相当・第7代）、セルビア共和国大統領（初代）、ユーゴスラビア連邦共和国大統領（第3代）、セルビア共産主義者同盟中央委員会幹部会議長、セルビア社会党党首を歴任した。

## 概要
欧州ではベラルーシのルカシェンコ大統領と並ぶ独裁者と見られ、いわゆる戦争犯罪に手を染めた人物として有名であった。1992年のユーゴスラビア社会主義連邦共和国崩壊後は一貫してNATO諸国と対立し、一連のユーゴスラビア紛争における戦争犯罪人として身柄を拘束された。第二次世界大戦の戦後処理を行った極東国際軍事裁判以来初の国際裁判での戦犯として国際連合が設置した旧ユーゴスラビア国際戦犯法廷で起訴されていたが、2006年3月11日に、「人道に対する罪」(欧州ではナチス・ドイツ関係者を裁いたニュルンベルク裁判以来の適用となるジェノサイド罪で被告となっていた）に対する国際検事団による協同審議中に持病が悪化し、収監先のハーグにて獄死した。冷戦時代を締めくくる戦犯として知られる。満64歳没。

## 生涯
ベオグラードの東約70キロの町ポジャレヴァツで生まれる。父親は家族を棄て、また母親、伯父も自殺している。少年時代は学校の共産主義科目を得意としており、「小レーニン」と呼ばれた。1964年にベオグラード大学法学部を卒業後、ガス会社のテクノガスに入社。1973年には社長となった。その後ベオグラード銀行に移り1978年に頭取となる。
政界に転身し、1978年 - 1982年、ベオグラードの共産主義者同盟幹部となり、1987年4月にコソボを訪問した際には、アルバニア人から迫害されたセルビア人に対してコソヴォ・ポリェで演説を行い、セルビア人を守る旨の発言をした。それ以来、セルビア人の「守護神」としてセルビア民族主義者中で人気を獲得し始めた。1986年にセルビア共産主義者同盟中央委員会幹部会議長に就任。自身の権力強化のために、セルビア民族主義を国民に扇動し、利用した。
1987年にイヴァン・スタンボリッチが辞任したのを受けて、セルビア共和国幹部会議長に就任した。スタンボリッチは2000年に何者かに誘拐され、2003年に死体で発見された。セルビア国家保安庁・特殊作戦部隊による犯行と見られている。
1990年には新設のセルビア共和国大統領に就任。1992年にミラン・パニッチ首相を破り再選された。1997年にはセルビア共和国大統領の任期切れを前にユーゴスラビア連邦共和国（新ユーゴ）第3代大統領に就任した。大統領になってからは、治安機関から出される報告書に毎日目を通していたといわれ、情報・治安機関を使って政敵や野党勢力の動向監視や民主化運動を容赦なく弾圧していた。
1991年にはスロベニア・クロアチア・マケドニア共和国独立に、1992年にはボスニア・ヘルツェゴビナ独立運動に軍事介入した。また1998年以降激化したコソボ紛争を治安部隊により弾圧したが、1999年のNATOによるユーゴ空爆後、コソボの国連管理を容認することとなる。
2000年秋、再選を目指し国民による直接投票となったユーゴスラビア連邦大統領選挙の際、選挙不正に怒った国民の抗議行動、いわゆる「ブルドーザー革命」により退陣し、連邦大統領の座をセルビア民主野党連合のヴォイスラヴ・コシュトニツァに譲った。コソボ紛争でのアルバニア人住民に対するジェノサイドの責任者として人道に対する罪で起訴され、経済援助を条件にするNATOの圧力の下、2001年4月に職権濫用と不正蓄財の容疑で逮捕・収監された。同年7月には同国憲法に違反して国連の設置した旧ユーゴスラビア国際刑事裁判所（オランダ・ハーグ）に身柄を移送され、以降人道に対する罪などで裁判が行われた。上記のスタンボリッチ殺害の容疑も、含まれている。
高血圧など体調の不具合という理由、また容疑事実の立証がなされなかったため、裁判は非常に長引いた。2006年3月11日朝、収監中の独房で死亡しているのが発見された。自殺説や毒殺説などが飛び交ったが、5月31日に公表された戦犯法廷の報告は持病の高血圧と心臓疾患による心臓発作が死因と結論付けた。64歳没。

## 評価
今日、セルビア人の間ではミロシェヴィッチを評価する声は少ない。理由としてはミロシェヴィッチ政権下ではセルビアが国際的に孤立し、経済制裁によって市民生活が困窮したこと、周辺諸国の紛争に介入し、すべての戦いで「敗北」したことでセルビアの利益を損ない、コソボ紛争ではNATO軍の空爆を招き、コソボまで失ったと考えているからである。
しかし、現在でも経済的発展から取り残された年金生活の高齢者や失業者、セルビア民族主義者、コソボからのセルビア人難民の中には、ミロシェヴィッチを慕う者も多い。

## 人物
妻のミリヤナ・マルコヴィッチとは、大学在籍中に知り合う。彼女は翼賛政党である「ユーゴスラビア左翼連合」の党首を務め、夫の権力を支えた。多くの人々は、彼女がミロシェヴィッチの行動、ユーゴスラビアの政治に大きな影響を与えたと考えている。
息子のマルコ・ミロシェビッチはその妻や子供とともにブルドーザー革命後にロシアのモスクワを経由してミロシェビッチ一家と親密な関係だった中国の北京首都国際空港まで逃げるも外交問題となることを懸念した中国当局から入国を拒否された。中国にはミロシェビッチの金庫番であるボルカ・ヴチッチによって巨額の財産がユーゴスラビアから持ち込まれていたとも報じられていた。

## 死後の出来事
2007年3月5日、ミロシェヴィッチの墓にサンザシを突き刺し悪魔祓いの儀式を行う者が現れ、話題となった。この儀式は吸血鬼や悪霊を祓うことを目的としており、ユーゴスラビアに古くから伝わる伝統儀式である。犯人は、過去にミロシェヴィッチ政権打倒を呼びかけていたカメラマンであり、奇しくもミロシェヴィッチと同姓であった。犯人自ら警察に通報したものの、警察は特に法的措置は取らなかった。しかし、セルビア社会党は当該儀式を非難するコメントを発表している。
2016年3月24日、旧ユーゴスラビア国際戦犯法廷は元スルプスカ共和国大統領ラドヴァン・カラジッチに対し大量虐殺の関与、投獄や人道に反する罪で禁錮40年を言い渡す。カラジッチに対する判決文の文中に、ミロシェヴィッチに対して生前問われていた罪状について無罪とする内容が含まれていた。